# 面潟村
面潟村（おもがたむら）は、秋田県中央部に位置していた村。

## 地理
西側は八郎潟に面する。
- 山 ：森山、高岡山、三倉鼻
- 湖沼：八郎潟

## 歴史
- 1889年（明治22年）4月1日 - 町村制施行に伴い、南秋田郡小池村、真坂村、夜叉袋村、川崎村、浦大町村、浦横町村、野田村が合併し、面潟村が発足。
- 1956年（昭和31年）9月30日 - 一日市町と合併し、八郎潟町となり消滅。
- 1958年（昭和33年）3月21日 - 面潟地区の一部で住民投票が行われ、五城目町への分町が決定する。
- 1958年（昭和33年）4月1日 - 五城目町に野田、岡本、浦横町、小立花、宮花の5町内が編入される。

## 著名出身者
- 北島伝四郎 (政治家)